# Liste historique des comtés de France
 (septembre 2019).
Si vous disposez d'ouvrages ou d'articles de référence ou si vous connaissez des sites web de qualité traitant du thème abordé ici, merci de compléter l'article en donnant les références utiles à sa vérifiabilité et en les liant à la section « Notes et références ».
Cette liste recense tous les comtés correspondant à une circonscription territoriale ayant existé à l'intérieur des frontières françaises actuelles ou passées, et ayant officiellement été érigés ou reconnus comme comtés.
- Haut – A
- B
- C
- D
- E
- F
- G
- H
- I
- J
- K
- L
- M
- N
- O
- P
- Q
- R
- S
- T
- U
- V
- W
- X
- Y
- Z

## A
- Comté d'Ableiges
- Comté d'Agen
- Comté d'Albon
- Comté d'Alençon
- Comté d'Angoulême
- Comté d'Anjou
- Comté d'Annappes
- Comté d'Arcis
- Comté d'Arles
- Comté d'Armagnac
- Comté d'Arques
- Comté d'Artois
- Comté d'Astarac
- Comté d'Aumale
- Comté d'Autun
- Comté d'Auvergne
- Comté d'Auxerre
- Comté d'Auxois
- Comté d'Auxonne
- Comté d'Avallon
- Comté d'Avignon

- Haut – A
- B
- C
- D
- E
- F
- G
- H
- I
- J
- K
- L
- M
- N
- O
- P
- Q
- R
- S
- T
- U
- V
- W
- X
- Y
- Z

## B
- Comté de Bar en Lorraine
- Comté de Bar-sur-Aube en Champagne
- Comté de Bar-sur-Seine en Champagne
- Comté de Barcelone <1462
- Comté de Barrière – Dordogne?
- Comté de Bassigny
- Comté de Bayeux
- Comté de Bazas – Gironde et Lot-et-Garonne?
- Comté de Beaumont-le-Roger – Normandie?
- Comté de Beauvais
- Comté de Belfort
- Comté de Benauges
- Comté de Beuil
- Comté de Bigorre
- Comté de Bitche
- Comté de Blois
- Comté de Bolenois
- Comté de Bonne – Savoie?
- Comté de Bordeaux
- Comté de Boucouaren – Gard?
- Comté de Boulogne
- Comté de Bourgogne
- Comté de Braine
- Comté de Bresse
- Comté de Brionne
- Comté de Brivardois

- Haut – A
- B
- C
- D
- E
- F
- G
- H
- I
- J
- K
- L
- M
- N
- O
- P
- Q
- R
- S
- T
- U
- V
- W
- X
- Y
- Z

## C
- Comté du Cambrésis
- Comté de Caraman
- Comté de Carcassonne
- Comté de Cerdagne
- Comté de Chalon
- Comté de Champagne
- Comté de Charolais
- Comté de Chartres
- Comté de Château-Chinon
- Comté de Clermont
- Comté de Coligny
- Comté de Comminges
- Comté de Conflent
- Comté de Corbeil
- Comté de Cornouaille
- Comté de Corse
- Comté de Cosnac
- Comté de Couserans
- Comté de Créhange.

- Haut – A
- B
- C
- D
- E
- F
- G
- H
- I
- J
- K
- L
- M
- N
- O
- P
- Q
- R
- S
- T
- U
- V
- W
- X
- Y
- Z

## D
- Comté de Dabo
- Comté de Deux-Ponts-Bitche
- Comté de Diois
- Comté de Dreux
- Comté de Dunois

- Haut – A
- B
- C
- D
- E
- F
- G
- H
- I
- J
- K
- L
- M
- N
- O
- P
- Q
- R
- S
- T
- U
- V
- W
- X
- Y
- Z

## E
- Comté d'Ésery – Savoie?
- Comté d'Étampes
- Comté d'Eu
- Comté d'Évreux

- Haut – A
- B
- C
- D
- E
- F
- G
- H
- I
- J
- K
- L
- M
- N
- O
- P
- Q
- R
- S
- T
- U
- V
- W
- X
- Y
- Z

## F
- Comté de Ferrette
- Comté de Fezensac
- Comté de Flandre
- Comté de Flers
- Comté de Foix
- Comté de Fontenoy
- Comté de Forcalquier
- Comté de Forez

- Haut – A
- B
- C
- D
- E
- F
- G
- H
- I
- J
- K
- L
- M
- N
- O
- P
- Q
- R
- S
- T
- U
- V
- W
- X
- Y
- Z

## G
- Comté de Gâtinais
- Comté de Gaure
- Comté de Gévaudan
- Comté de Gien
- Comté de Goëlo
- Comté de Gray
- Comté de Grignan
- Comté de Grignols
- Comté de Groslée – Ain?
- Comté de Guînes
- Comté de Guise

- Haut – A
- B
- C
- D
- E
- F
- G
- H
- I
- J
- K
- L
- M
- N
- O
- P
- Q
- R
- S
- T
- U
- V
- W
- X
- Y
- Z

## H
- Comté de Hainaut[1]
- Comté de Hanau-Lichtenberg
- Comté d'Herbauges
- Comté d'Hiémois

- Haut – A
- B
- C
- D
- E
- F
- G
- H
- I
- J
- K
- L
- M
- N
- O
- P
- Q
- R
- S
- T
- U
- V
- W
- X
- Y
- Z

## I
- Comté d'Ivry

- Haut – A
- B
- C
- D
- E
- F
- G
- H
- I
- J
- K
- L
- M
- N
- O
- P
- Q
- R
- S
- T
- U
- V
- W
- X
- Y
- Z

## J
- Comté de Joigny

- Haut – A
- B
- C
- D
- E
- F
- G
- H
- I
- J
- K
- L
- M
- N
- O
- P
- Q
- R
- S
- T
- U
- V
- W
- X
- Y
- Z

## L
- Comté de Langres
- Comté de Laon
- Comté du Lauragais
- Comté de Laval
- Comté de Léon
- Comté de Limoges
- Comté de Longueville
- Comté de Louviers
- Comté de Lyon

- Haut – A
- B
- C
- D
- E
- F
- G
- H
- I
- J
- K
- L
- M
- N
- O
- P
- Q
- R
- S
- T
- U
- V
- W
- X
- Y
- Z

## M
- Comté de Mâcon
- Comté de Madrie
- Comté du Maine
- Comté de Mantes
- Comté de Marche
- Comté de Marsac – Tarn-et-Garonne?
- Comté de Marville
- Comté de Maulévrier
- Comté de Mauny
- Comté de Maurienne
- Comté de Meaux
- Comté de Melgueil
- Comté de Melun
- Comté de Meulan
- Comté de Montbéliard
- Comté de Montbron
- Comté de Montfort
- Comté de Montpensier
- Comté de Montsaugeon
- Comté de Montsoreau[2]
- Comté de Mortain

- Haut – A
- B
- C
- D
- E
- F
- G
- H
- I
- J
- K
- L
- M
- N
- O
- P
- Q
- R
- S
- T
- U
- V
- W
- X
- Y
- Z

## N
- Comté de Nantes
- Comté de Nevers
- Comté de Nice
- Comté du Nordgau

- Haut – A
- B
- C
- D
- E
- F
- G
- H
- I
- J
- K
- L
- M
- N
- O
- P
- Q
- R
- S
- T
- U
- V
- W
- X
- Y
- Z

## O
- Comté d'Orléans

- Haut – A
- B
- C
- D
- E
- F
- G
- H
- I
- J
- K
- L
- M
- N
- O
- P
- Q
- R
- S
- T
- U
- V
- W
- X
- Y
- Z

## P
- Comté de Pardiac
- Comté de Paris
- Comté de Penthièvre
- Comté du Perche
- Comté de Périgord
- Comté de la Petite-Pierre
- Comté de Poher
- Comté de Poitou
- Comté de Ponthieu
- Comté de Porcien
- Comté de Porhoët
- Comté de Portois
- Comté de Provence

- Haut – A
- B
- C
- D
- E
- F
- G
- H
- I
- J
- K
- L
- M
- N
- O
- P
- Q
- R
- S
- T
- U
- V
- W
- X
- Y
- Z

## Q
- Comté de Quercy

- Haut – A
- B
- C
- D
- E
- F
- G
- H
- I
- J
- K
- L
- M
- N
- O
- P
- Q
- R
- S
- T
- U
- V
- W
- X
- Y
- Z

## R
- Comté de Randan – Auvergne?
- Comté de Rauzan
- Comté du Razès
- Comté de Rennes
- Comté de Rethel
- Comté de Ribeaupierre
- Comté de Rodez
- Comté de Rosnay
- Comté de Rouergue
- Comté de Roucy
- Comté de Rouen
- Comté de Roussillon

- Haut – A
- B
- C
- D
- E
- F
- G
- H
- I
- J
- K
- L
- M
- N
- O
- P
- Q
- R
- S
- T
- U
- V
- W
- X
- Y
- Z

## S
- Comté de Saint-Fargeau[3]
- Comté de Saint-Pol[4]
- Comté de Saintonge
- Comté de Salm
- Comté de Sancerre
- Comté de Sansac
- Comté de Sarrewerden
- Comté de Sault
- Comté de Senlis
- Comté de Senozan – Saône-et-Loire?
- Comté de Sens
- Comté de Soissons
- Comté du Sundgau

- Haut – A
- B
- C
- D
- E
- F
- G
- H
- I
- J
- K
- L
- M
- N
- O
- P
- Q
- R
- S
- T
- U
- V
- W
- X
- Y
- Z

## T
- Comté de Tancarville
- Comté de Tende (territoire devenu partiellement français en 1947)
- Comté de Tonnerre
- Comté de Toul
- Comté de Toulouse
- Comté de Touraine
- Comté de Trégor
- Comté de Troyes
- Comté de Turluron

- Haut – A
- B
- C
- D
- E
- F
- G
- H
- I
- J
- K
- L
- M
- N
- O
- P
- Q
- R
- S
- T
- U
- V
- W
- X
- Y
- Z

## V
- Comté de Valbonne
- Comté de Valence
- Comté de Valentinois
- Comté de Valois
- Comté de Vannes
- Comté de Varais
- Comté de Varax – Ain?[5]
- Comté de Vaudémont
- Comté de Velay
- Comté Venaissin
- Comté de Vendôme
- Comté de Verdun
- Comté de Vermandois
- Comté de Vertus
- Comté de Vesoul
- Comté de Vexin
- Comté de Vienne
- Comté de Villars – Ain?[6]
- Comté de Villefranche
- Comté de Villelongue – Languedoc?
- Comté de Vienne
- Comté de Vintimille